# Taukors

Taukors.

Taukors är ett likarmat kors som saknar översta korsarmen så att det liknar bokstaven T.
Ursprunget verkar härstamma från Egypten. Symbolen har också kopplats till dyrkan av den akkadiske guden Tammuz, som sumererna kallade Dumuzi.
Taukorset används även av kristna och har enligt Hieronymus och kyrkofäderna kopplats till Hesekiel 9:4 och den hebreiska bokstaven Tav, som vid den tiden hade formen av ett kors.